# Dichaea brevicaulis
Dichaea brevicaulis är en orkidéart som beskrevs av Célestin Alfred Cogniaux. Dichaea brevicaulis ingår i släktet Dichaea och familjen orkidéer. Inga underarter finns listade i Catalogue of Life.